# MTV Unplugged

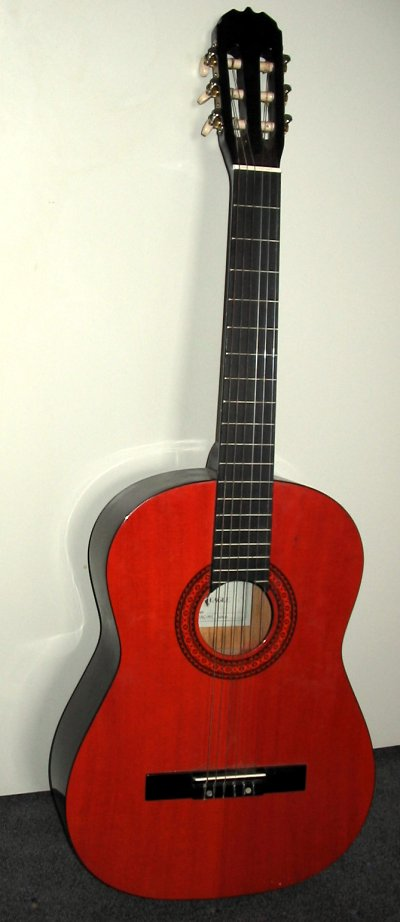
Violão, um dos instrumentos mais comuns em acústicos.

MTV Unplugged é uma série elaborada pela MTV que estreou em 1989, onde artistas e bandas tocam suas músicas em versão acústica, ou seja, com instrumentos acústicos e não elétricos. O primeiro registro em vídeo de um acústico foi '68 Comeback Special, especial da NBC em que Elvis Presley voltava a se apresentar na TV após oito anos. No Brasil, a MTV Brasil tem um programa similar, chamado Acústico MTV, que nasceu como programa de televisão e posteriormente virou um selo musical. Para a indústria fonográfica brasileira, a série levou o mercado musical ao seu auge.
A primeira série do MTV Unplugged começou em 26 de novembro de 1989 e contou com os nomes de Squeeze, Syd Straw e Elliot Easton. Os 13 programas foram apresentados por Jules Shear com convidados como Aerosmith, Elton John, Sinéad O'Connor, Poison, Stevie Ray Vaughan e Joe Satriani.
Apesar do nome do programa, porém, ninguém tocava com instrumentos "desplugados", e sim não amplificados - exceto o microfone. O logo traduz bem a ideia do formato: um violão, em substituição à guitarra e aos sintetizadores.
No início, o empreendimento seria apenas um programa de emissora musical. Porém, a participação de Paul McCartney, em 1991, foi bem recebida, e por isso lançada no disco Unplugged (The Official Bootleg). McCartney foi o único que levou a risca a ideia de se desplugar, usando microfones externos para captar os sons dos violões. O produtor do programa Alex Coletti considera que foi o acontecimento que marcou o grande sucesso do formato.
A MTV Europe grava em janeiro de 1991 o seu primeiro show acústico Unplugged com Paul McCartney e o The Cure. Eric Clapton grava, em janeiro de 1992, um show acústico na Inglaterra.

## Instrumentos
Os instrumentos mais utilizados são aqueles que funcionam sem eletricidade, como entende-se pela palavra unplugged ("desplugado", em inglês), traduzida por aqui como "acústico".
- Cordas: violões de aço ou nylon (2 ou 3 violões), baixolão (4 ou 5 cordas), baixo acústico
- Percussão: bateria acústica, percussão, bongôs, cajón, djembê, tambor acústico
- Teclas: teclados, piano acústico, piano elétrico, órgão Hammond

## Acústicos internacionais
1989
- Squeeze, Syd Straw e Elliot Easton
- The Smithereens e Graham Parker
- 10,000 Maniacs e Michael Penn
- Joe Walsh e Dr. John

1990
- Stevie Ray Vaughan e Joe Satriani
- Michelle Shocked e Indigo Girls
- Sinéad O'Connor e The Church
- Don Henley
- Crowded House e Tim Finn
- Hall & Oates
- Elton John
- Aerosmith
- Crosby, Stills, Nash & Young
- Ratt e Vixen
- The Black Crowes e Tesla
- The Allman Brothers Band
- Poison

1991
- The Cure
- Paul McCartney
- Winger e Slaughter
- Sting
- R.E.M.
- Yo! Unplugged Rap: LL Cool J, MC Lyte, De La Soul, A Tribe Called Quest e Pop's Cool Love
- Elvis Costello

1992
- Eric Clapton
- Paul Simon
- R&B Unplugged: Boyz II Men, Shanice e Joe Public
- Mariah Carey
- Pearl Jam
- Queensrÿche
- John Mellencamp
- Annie Lennox
- Eurythmics
- Bruce Springsteen
- K. D. Lang
- Arrested Development

1993
- Rod Stewart com Ron Wood
- Denis Leary
- Neil Young
- Roxette
- Midnight Oil
- 10,000 Maniacs
- Soul Asylum
- Duran Duran
- Nirvana
- Stone Temple Pilots

1994
- Tony Bennett
- Lenny Kravitz
- Page and Plant
- Los Fabulosos Cadillacs
- Björk
- Bob Dylan

1995
- Hole
- The Cranberries
- Melissa Etheridge com Bruce Springsteen
- Live
- Sheryl Crow
- Charly García
- Herbert Grönemeyer
- Café Tacuba
- Chris Isaak
- Los Tres

1996
- Soda Stereo com Andrea Echeverri
- Seal
- Alice in Chains
- Tori Amos
- Hootie & the Blowfish
- Oasis
- Chage & Aska
- Kiss

1997
- Santa Sabina
- Luis Alberto Spinetta
- The Wallflowers
- Maxwell
- Jewel
- Blackstreet
- Aterciopelados
- Bryan Adams
- Kenneth "Babyface" Edmonds
- Erykah Badu
- Fiona Apple
- Metallica

1998
- Ratones Paranoicos

1999
- Maná
- The Corrs
- Shakira
- Alanis Morissette

2000
- Jay-Z

2001
- Los Ratones Paranoicos
- R.E.M.
- Utada Hikaru
- La Ley
- Staind
- Alejandro Sanz

2002
- Dashboard Confessional
- Lauryn Hill
- Staind
- Die Ärzte

2003
- Nickelback
- Coldplay

2004
- Diego Torres
- El Tri

2005
- Queens of the Stone Age
- Giorgia Todrani
- Alicia Keys
- Die Toten Hosen

2006
- Ricky Martin

2007
- Hey
- Bon Jovi
- The Police
- Mary J. Blige
- Kenny Chesney
- Amy Winehouse
- John Mayer
- Ne-Yo
- Joss Stone
- Maroon 5
- Korn

2008
- Julieta Venegas

2009
- Silversun Pickups
- Adele
- Paramore
- All Time Low
- Vampire Weekend
- Katy Perry
- Ayaka

2010
- Mando Diao
- Adam Lambert
- Trey Songz
- The Script
- Phoenix
- Train
- B.o.B

2011
- K-os
- Zoé
- 30 Seconds To Mars
- Lil Wayne
- Lykke Li
- Mumford & Sons

2012
- Juanes
- Florence and the Machine
- The Civil Wars
- 9mm Parabellum Bullet

2013
- Scorpions

2014
- Miley Cyrus
- F.T. Island
- Gentleman

2015
- Placebo
- Unheilig

2016
- Nana Mizuki
- Vamps

2017
- A-ha
- Shawn Mendes
- Bleachers

2018
- Biffy Clyro
- Samy Deluxe

2019
- Molotov
- Café Tacvba
- Liam Gallagher (MTV Unplugged (Live at Hull City Hall))

2020
- Courtney Barnett
- Miley Cyrus

2021
- BTS
- Negrita
- Tony Bennett e Lady Gaga
- Bastille
- Twenty One Pilots